# Calamus pygmaeus
Calamus pygmaeus är en enhjärtbladig växtart som beskrevs av Odoardo Beccari. Calamus pygmaeus ingår i släktet Calamus och familjen Arecaceae. Inga underarter finns listade i Catalogue of Life.